# Camponotus dumetorum
Camponotus dumetorum é uma espécie de inseto do gênero Camponotus, pertencente à família Formicidae.